# Jean Bureau

Escut d'armes de Bureau.

Jean Bureau (mort el 5 juliol de 1463) fou un militar francès.
Bureau va néixer a la Xampanya, però més tard es va mudar a París, on va treballar per al govern anglès durant l'ocupació. El 1439 Carles VII va fer a Bureau mestre de l'artilleria del seu exèrcit.
Va ser l'artífex principal de l'artilleria francesa sota Carles VII durant els anys finals de la Guerra dels Cent Anys. En el seu treball com a mestre de l'artilleria del rei de França, Jean Bureau va ser assistit pel seu germà Gaspard Bureau (1393-1469).
Va servir a Normandia en els setges de Pontoise i Harfleur, i la captura de Bayeux, i el 1453 va dirigir l'exèrcit francès en el que es considera l'última batalla de la Guerra dels Cent Anys, la batalla de Castillon en la que va derrotar i donar mort al Comte de Shrewsbury, Sir John Talbot.
Jean va ser fet Senyor de Montglat, i després Alcalde de Bordeus. Va ser nomenat cavaller el 1461. Va morir a París el 5 de juliol de 1463.